# XGI Technology
XGI Technology Inc. (em chinês tradicional: 圖誠科技) foi uma empresa de aceleradores gráficos 3D criada a partir da divisão de processadores gráficos da SiS, tornada independente, com as propriedades intelectuais da área gráfica da Trident Microsystems.

## Produtos
Em dezembro de 2003, a XGI anunciou a Volari Duo, um chipset gráfico com duas GPUs. Foi visto à princípio como uma tentativa interessente de competição à ATI Technologies e NVIDIA, líderes de mercado na época.
Meses depois do anúncio, com o lançamento comercial das placas equipadas com o chipset, sites especializados e usuários domésticos descobriram que, apesar das promessas, o desempenho não era competitivo com soluções equivalentes da ATI e NVIDIA. Alguns problemas foram apontados na baixa qualidade dos drivers. Mesmo assim, os produtos de entrada da família foram recebidos de melhor forma, apesar do baixo desempenho, a qualidade de imagem era tão boa ou até melhor que muitas das placas na mesma faixa de preço.
Não foi suficiente para desfazer a imagem inicial da empresa e poucos acreditaram no potencial dela. Em 6 de março de 2006, a XGI vendeu suas filiais nos Estados Unidos e Shanghai para a ATI Technologies e abandonou o mercado de aceleradores gráficos.

### Chipsets
A linha de chipsets de vídeo da XGI consistiu dos seguintes modelos:
- Volari 8300
- Volari Duo
- Volari V8 e V8 Ultra
- Volari V5
- Volari V3 e V3XT
- Volari VP5
- Volari Z7
- Volari Z9
- Volari XP5

## Tabela comparativa
|                              | Volari 8300 | Volari Duo V8 Ultra | Volari V8 Ultra | Volari V5 Ultra |
| Chipset                      | XG40        | XG40                | XG40            | XG41            |
| Processo de fabricação (nm)  | 130         | 130                 | 130             | 130             |
| Transístores (milhões)       | 90?         | 2(90)               | 90              | 90?             |
| Barramento                   | PCIe        | AGP                 | AGP             | AGP             |
| Vertex Pipelines             | 2           | 2 x 2               | 2               | 2               |
| Versão de Vertex Shader      | 2.0         | 2.0                 | 2.0             | 2.0             |
| Pixel / Texture Pipelines    | 8 x 2       | 2(8 x 2)            | 8 x 2           | 4 x 2           |
| Frequência da GPU (MHz)      | 300         | 350                 | 350             | 350             |
| Fill Rate (MTexels/s)        | 4800        | 11200               | 5600            | 2800            |
| Barramento de memória (bits) | 64          | 256                 | 128             | 128             |